# Awa III.
Mar Awa III ,rođen kao David Maran Royel (Chicago, 4. srpnja 1975.) je asirsko-američki prelat koji služi kao 122. katolikos-patrijarh Asirske Crkve Istoka. Prije toga je obnašao dužnost tajnika Svetog sinoda, jedan je od pet povjerenika Organizacije za pomoć Asirskoj crkvi Istoka i predsjednik je Komisije za međucrkvene odnose i obrazovni razvoj te Nacionalnog izvršnog odbora Udruge mladih Asirske crkve Istoka Sjedinjenih Američkih Država.